# Krystyna Ozga
Krystyna Ewa Ozga (ur. 20 czerwca 1944 w Częstochowie) – polska polityk, inżynier rolnictwa, samorządowiec, w latach 2008–2011 wicewojewoda łódzki. Posłanka na Sejm II, IV, V i VII kadencji.

## Życiorys
Ukończyła w 1976 studia w Szkole Głównej Gospodarstwa Wiejskiego. Przez kilkanaście lat pełniła funkcję naczelnika gminy, a następnie wójta gmin Nowy Kawęczyn i Jeżów. W 1964 wstąpiła do Zjednoczonego Stronnictwa Ludowego. Sprawowała mandat posła II kadencji z listy Polskiego Stronnictwa Ludowego w latach 1993–1997. Od 1998 do 2004 zasiadała w sejmiku łódzkim, przez pewien czas zajmując stanowisko wicemarszałka województwa. W 2004 została posłem z okręgu piotrkowskiego na Sejm IV kadencji w miejsce wybranego do Parlamentu Europejskiego Janusza Wojciechowskiego (sama nie uzyskała mandatu w wyborach do PE). W 2005 po raz trzeci uzyskała mandat poselski liczbą 8250 głosów. W wyborach parlamentarnych w 2007 bez powodzenia ubiegała się o reelekcję.
21 stycznia 2008 została wicewojewodą łódzkim. W 2009 po raz drugi startowała bezskutecznie do Parlamentu Europejskiego.
W 2011 kandydowała w wyborach parlamentarnych z 1. miejsca na liście komitetu wyborczego Polskiego Stronnictwa Ludowego w okręgu wyborczym nr 10 w Piotrkowie Trybunalskim i uzyskała mandat poselski. Oddano na nią 9207 (3,53% głosów oddanych w okręgu). W rezultacie 26 października tego samego roku odeszła ze stanowiska wicewojewody. W 2014 kolejny raz kandydowała bez powodzenia do PE, zaś w 2015 nie została ponownie wybrana do Sejmu.
Działaczka Ochotniczej Straży Pożarnej.
W 1999 otrzymała Krzyż Kawalerski Orderu Odrodzenia Polski.